# Diócesis de Bondo
La diócesis de Bondo (en latín: Dioecesis Bondoënsis y en francés: Diocèse de Bondo) es una circunscripción eclesiástica de la Iglesia católica en la República Democrática del Congo. Se trata de una diócesis latina, sufragánea de la arquidiócesis de Kisangani. Desde el 18 de marzo de 2008 su obispo es Etienne Ung'eyowun.

## Territorio y organización
La diócesis tiene 75 600 km² y extiende su jurisdicción sobre los fieles católicos de rito latino residentes en la mayor parte de los territorios de Ango y de Bondo en la provincia de Bajo Uele.
La sede de la diócesis se encuentra en la ciudad de Bondo, en donde se halla la Catedral de la Santa Cruz.
En 2020 en la diócesis existían 15 parroquias.

## Historia
La prefectura apostólica de Bondo fue erigida el 10 de marzo de 1926 con el breve Admonet supremi del papa Pío XI, obteniendo el territorio del vicariato apostólico de Uéllé Occidental (hoy diócesis de Buta).

El 2 de diciembre de 1937 la prefectura apostólica fue elevada a vicariato apostólico con la bula Sicubi per apostolicam por el papa Pío XI.
El 10 de noviembre de 1959 el vicariato apostólico fue elevado a diócesis con la bula Cum parvulum del papa Juan XXIII.

## Estadísticas
Según el Anuario Pontificio 2021 la diócesis tenía a fines de 2020 un total de 285 976 fieles bautizados.
| Año                                                                             | Población            | Población | Población      | Sacerdotes | Sacerdotes    | Sacerdotes    | Bautizados por sacerdote | Diáconos permanentes | Religiosos | Religiosos | Parroquias |
| Año                                                                             | Bautizados católicos | Total     | % de católicos | Total      | Clero secular | Clero regular | Bautizados por sacerdote | Diáconos permanentes | Varones    | Mujeres    | Parroquias |
| ------------------------------------------------------------------------------- | -------------------- | --------- | -------------- | ---------- | ------------- | ------------- | ------------------------ | -------------------- | ---------- | ---------- | ---------- |
| 1950                                                                            | 28 495               | 182 000   | 15.7           | 39         | 3             | 36            | 730                      |                      | 22         |            |            |
| 1958                                                                            | 43 453               | 171 000   | 25.4           | 57         | 11            | 46            | 762                      |                      | 22         | 52         |            |
| 1970                                                                            | 79 257               | 238 145   | 33.3           | 26         | 12            | 14            | 3048                     | 1                    | 20         | 21         | 11         |
| 1980                                                                            | 86 500               | 183 698   | 47.1           | 29         | 13            | 16            | 2982                     |                      | 23         | 24         | 11         |
| 1990                                                                            | 92 865               | 207 856   | 44.7           | 23         | 10            | 13            | 4037                     |                      | 16         | 29         | 11         |
| 1997                                                                            | 73 527               | 235 326   | 31.2           | 25         | 18            | 7             | 2941                     |                      | 11         | 21         | 11         |
| 2000                                                                            | 62 166               | 198 965   | 31.2           | 24         | 18            | 6             | 2590                     |                      | 8          | 16         | 12         |
| 2001                                                                            | 62 166               | 198 965   | 31.2           | 24         | 18            | 6             | 2590                     |                      | 8          | 16         | 12         |
| 2002                                                                            | 110 526              | 200 369   | 55.2           | 33         | 27            | 6             | 3349                     |                      | 7          | 17         | 9          |
| 2003                                                                            | 85 717               | 392 209   | 21.9           | 26         | 20            | 6             | 3296                     |                      | 7          | 17         | 11         |
| 2004                                                                            | 82 017               | 395 370   | 20.7           | 21         | 15            | 6             | 3905                     |                      | 7          | 18         | 11         |
| 2006                                                                            | 136 007              | 418 000   | 32.5           | 20         | 15            | 5             | 6800                     |                      | 6          | 18         | 14         |
| 2012                                                                            | 197 000              | 422 000   | 46.7           | 24         | 19            | 5             | 8208                     |                      | 6          | 22         | 14         |
| 2015                                                                            | 209 700              | 454 267   | 46.2           | 19         | 14            | 5             | 11 036                   |                      | 7          | 19         | 7          |
| 2018                                                                            | 232 440              | 496 940   | 46.8           | 25         | 18            | 7             | 9297                     |                      | 11         | 25         | 15         |
| 2020                                                                            | 285 976              | 476 627   | 60.0           | 26         | 24            | 2             | 10 999                   |                      | 5          | 20         | 15         |
| Fuente: Catholic-Hierarchy, que a su vez toma los datos del Anuario Pontificio. |                      |           |                |            |               |               |                          |                      |            |            |            |

## Episcopologio
- Frédéric Marie Blessing, O.S.C. † (9 de enero de 1930-octubre de 1954 renunció)
- André Creemers, O.S.C. † (1 de enero de 1955-1 de septiembre de 1970 renunció[nota 1])
- Emmanuel Marcel Mbikanye, O.P. † (1 de septiembre de 1970-20 de septiembre de 1978 falleció)
- Marcel Bam'ba Gongoa † (28 de enero de 1980-13 de noviembre de 1992 renunció)
- Philippe Nkiere Keana, C.I.C.M. (13 de noviembre de 1992 por sucesión-27 de julio de 2005)
  - Sede vacante (2005-2008)
- Etienne Ung'eyowun, desde el 18 de marzo de 2008